# Список девизов штатов и территорий США
По традиции, унаследованной от колониальных времён, все 50 североамериканских штатов, а также ряд подчинённых США территорий и округ Колумбия имеют собственные девизы (в том числе принятые на уровне законодательства штата) на английском, латинском или другом языке. Национальный девиз Соединённых Штатов Америки — In God We Trust («На Бога уповаем») — принят Конгрессом США и утверждён указом президента США Дуайта Эйзенхауэра от 30 июля 1956 года. Латинское изречение E pluribus unum («Из многих — единое»), с 1782 года фигурирующее на аверсе Большой печати США, не имеет законодательно утверждённого статуса национального девиза.
У штата Южная Каролина два официальных латинских девиза; у штата Кентукки также два девиза — латинский и английский. У остальных штатов и территорий — за исключением Северных Марианских Островов, не имеющих официально принятого символического изречения — по одному девизу. Наиболее популярные языки девизов — английский и латинский (у 25 и 23 штатов и территорий соответственно); восемь штатов и территорий имеют девизы на восьми других языках. Девизы восьми штатов и двух территорий приведены на памятных двадцатипятицентовиках 50 штатов; девизы 38 штатов и четырёх территорий фигурируют на официальных печатях штатов США.
Везде, где возможно, в качестве дат принятия девизов указаны годы их первого официального употребления. Для неофициальных девизов, присутствующих на печати штата, указана дата официального утверждения печати. Старейший из ныне принятых девизов штатов и территорий США — девиз свободно ассоциированного государства Пуэрто-Рико (лат. Joannes Est Nomen Eius, «Иоанн — имя его»), утверждённый в период испанского владычества над островом в 1511 году.

«Ничто без Провидения» (лат. Nil sine numine) — девиз Колорадо на официальной печати штата
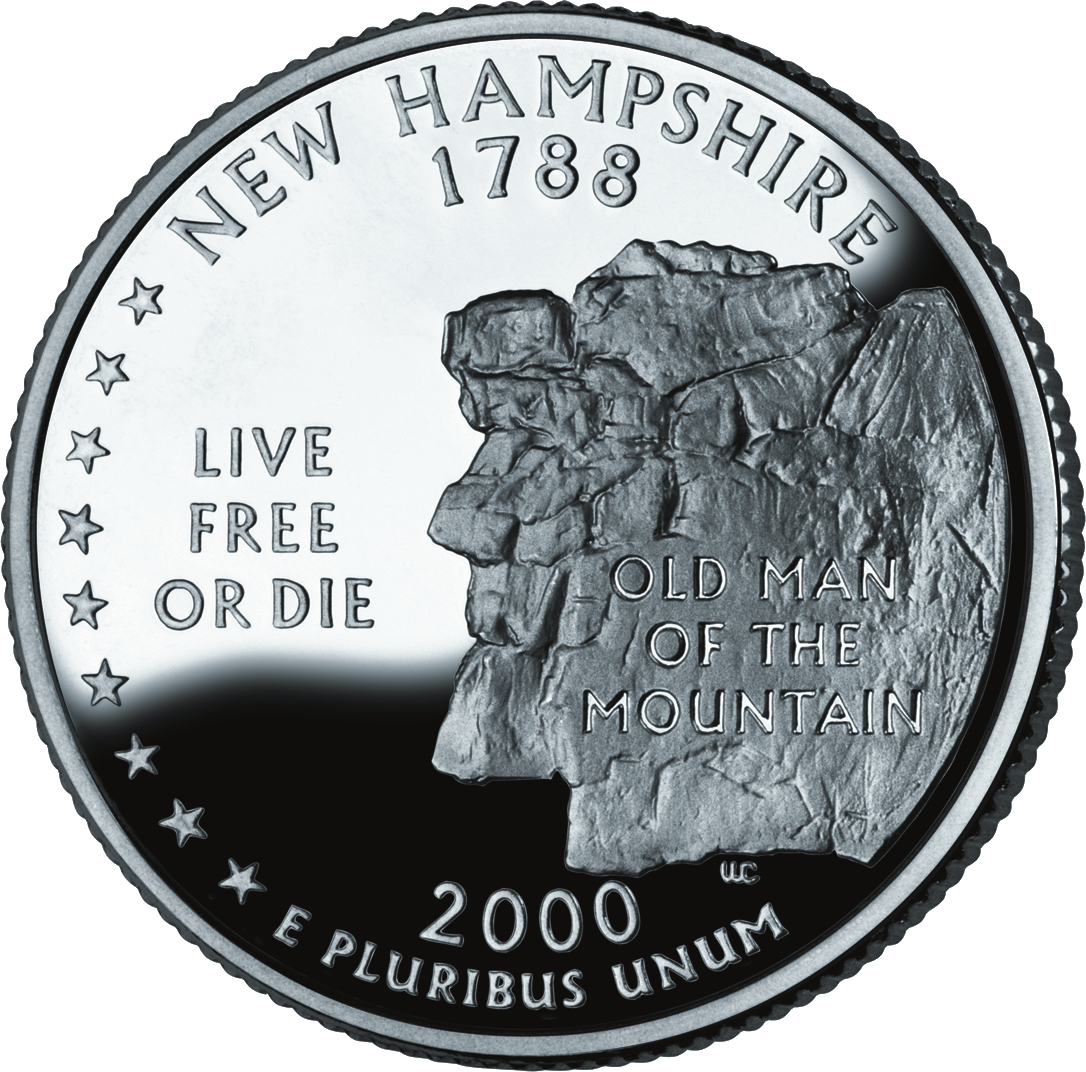
«Живи свободным или умри» — девиз Нью-Гэмпшира на двадцатипятицентовике штата
«Эврика» — девиз Калифорнии на официальной печати штата
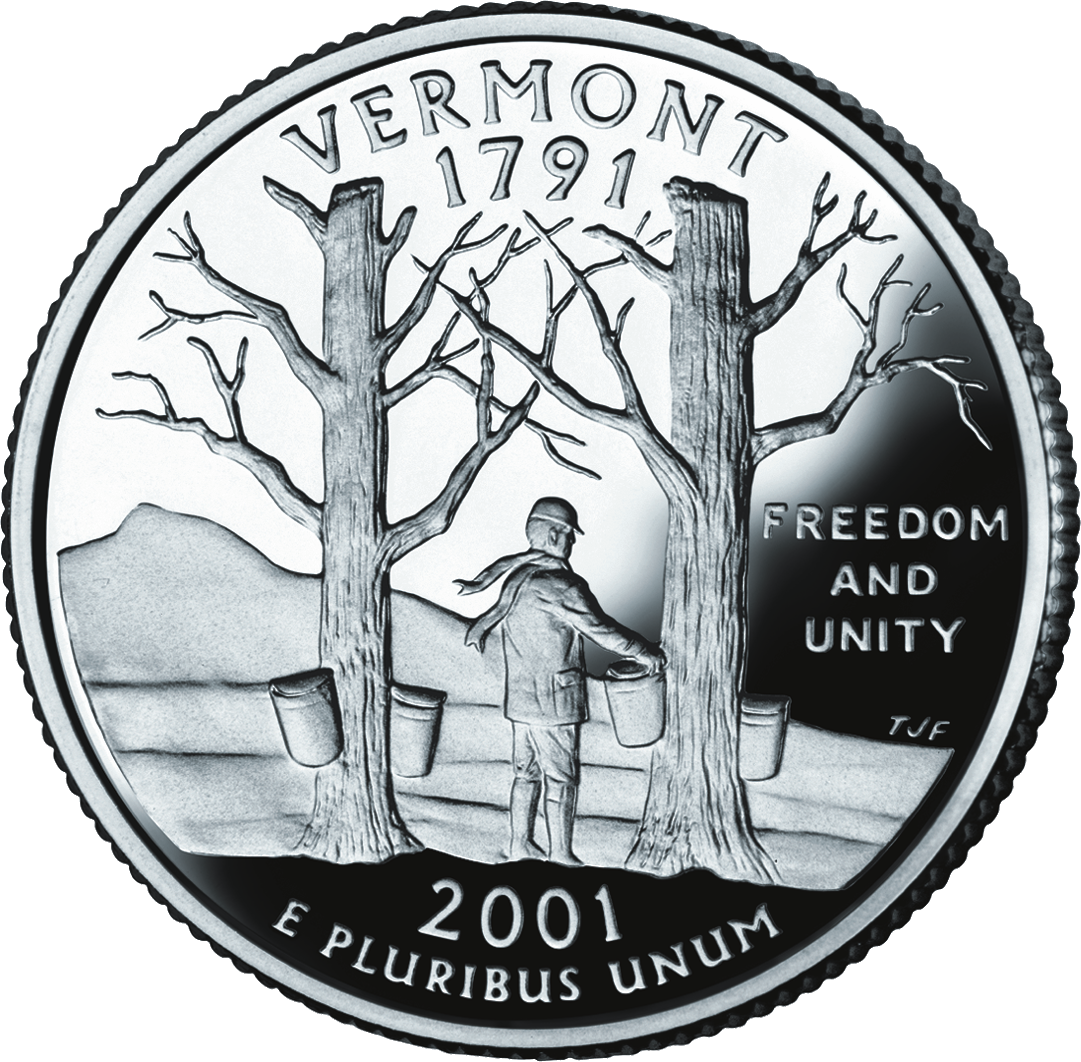
«Свобода и единство» — девиз Вермонта на двадцатипятицентовике штата
«На Бога уповаем» — девиз Флориды на официальной печати штата
«К звёздам через тернии» — девиз Канзаса на официальной печати штата

## Девизы
| Штат                        | Девиз                                                   | Перевод                                                                      | Язык                 | Принят                                            | *                              |
| --------------------------- | ------------------------------------------------------- | ---------------------------------------------------------------------------- | -------------------- | ------------------------------------------------- | ------------------------------ |
| Айдахо                      | Esto Perpetua                                           | Будет всегда                                                                 | латинский            | 1890                                              | [ 6 ] [ 7 ]                    |
| Айова                       | Our Liberties We Prize and Our Rights We Will Maintain  | Мы ценим наши свободы и сохраним наши права                                  | английский           | 1847                                              | [ 7 ] [ 8 ]                    |
| Алабама                     | Audemus Jura Nostra Defendere                           | Мы защищаем наши права                                                       | латинский            | 1923                                              | [ 7 ] [ 9 ]                    |
| Аляска                      | North to the Future                                     | На север в будущее                                                           | английский           | 1967                                              | [ 7 ] [ 10 ]                   |
| Американское Самоа          | Samoa, Muamua Le Atua                                   | Самоа, пусть первым будет Бог                                                | самоанский           | 1973                                              | [ 11 ] [ 12 ]                  |
| Аризона                     | Ditat Deus                                              | Господь обогащает                                                            | латинский            | 1863                                              | [ 7 ] [ 13 ] [ 14 ]            |
| Арканзас                    | Regnat Populus                                          | Народ правит                                                                 | латинский            | 1907                                              | [ К 2 ] [ 7 ] [ 15 ]           |
| Вайоминг                    | Equal Rights                                            | Равные права                                                                 | английский           | 1893                                              | [ 16 ]                         |
| Вашингтон                   | Al-ki                                                   | Мало-помалу                                                                  | чинукский жаргон     | —                                                 | [ К 3 ] [ 17 ]                 |
| Вермонт                     | Freedom and Unity                                       | Свобода и единство                                                           | английский           | 20 февраля 1779                                   | [ 7 ] [ 18 ]                   |
| Виргиния                    | Sic semper tyrannis                                     | Такова участь тиранов                                                        | латинский            | 1776                                              | [ 7 ] [ 19 ]                   |
| Виргинские Острова (США)    | United in Pride and Hope                                | Едины в гордости и надежде                                                   | английский           | 1 января 1991                                     | [ 11 ] [ 20 ]                  |
| Висконсин                   | Forward                                                 | Вперёд                                                                       | английский           | 1851                                              | [ 21 ]                         |
| Гавайи                      | Ua Mau ke Ea o ka ʻĀina i ka Pono                       | Жизнь страны увековечивается в справедливости                                | гавайский            | 31 июля 1843                                      | [ К 4 ] [ 7 ] [ 22 ] [ 23 ]    |
| Гуам                        | Guahan I Tanó ManChamorro                               | Гуам — земля народа чаморро                                                  | чаморро              | 1945                                              | [ 24 ] [ 11 ]                  |
| Делавэр                     | Liberty and Independence                                | Свобода и независимость                                                      | английский           | 1847                                              | [ 7 ] [ 25 ]                   |
| Джорджия                    | Wisdom, Justice, and Moderation                         | Мудрость, справедливость и сдержанность                                      | английский           | 1798                                              | [ 7 ] [ 26 ] [ 27 ]            |
| Западная Виргиния           | Montani Semper Liberi                                   | Горцы всегда свободны                                                        | латинский            | 26 сентября 1863                                  | [ 28 ] [ 29 ]                  |
| Иллинойс                    | State Sovereignty, National Union                       | Суверенитет штата, единство нации                                            | английский           | 1819                                              | [ 7 ] [ 30 ]                   |
| Индиана                     | The Crossroads of America                               | Перекрёсток Америки                                                          | английский           | 1937                                              | [ 7 ] [ 31 ]                   |
| Калифорния                  | Eureka (Εὕρηκα, Ηὕρηκα)                                 | Эврика (Я нашёл)                                                             | греческий            | 1849                                              | [ К 5 ] [ 7 ] [ 32 ]           |
| Канзас                      | Ad Astra per Aspera                                     | К звёздам через тернии                                                       | латинский            | 1861                                              | [ 7 ] [ 33 ]                   |
| Кентукки                    | United We Stand, Divided We Fall Deo Gratiam Habeamus   | В единении — сила (Вместе мы выстоим, порознь — падём) Возблагодарим Господа | английский латинский | 1942 2002                                         | [ 3 ] [ 7 ]                    |
| Колорадо                    | Nil Sine Numine                                         | Ничто без Провидения                                                         | латинский            | 5 ноября 1861                                     | [ 7 ] [ 34 ]                   |
| округ Колумбия              | Justitia Omnibus                                        | Правосудие для всех                                                          | латинский            | 3 августа 1871                                    | [ 11 ] [ 35 ]                  |
| Коннектикут                 | Qui Transtulit Sustinet                                 | Кто пересадил, тот оберегает                                                 | латинский            | 9 октября 1662                                    | [ 7 ] [ 36 ]                   |
| Луизиана                    | Union, Justice, Confidence                              | Союз, справедливость, уверенность                                            | английский           | 1902                                              | [ 7 ] [ 37 ]                   |
| Массачусетс                 | Ense petit placidam sub libertate quietem               | Мечом мы устанавливаем мир, но мир под знаменем свободы                      | латинский            | 1775                                              | [ 7 ] [ 38 ]                   |
| Миннесота                   | L’Étoile du Nord                                        | Северная звезда                                                              | французский          | 1861                                              | [ К 6 ] [ 7 ] [ 39 ]           |
| Миссисипи                   | Virtute et Armis                                        | Доблестью и оружием                                                          | латинский            | 7 февраля 1894                                    | [ 7 ] [ 40 ]                   |
| Миссури                     | Salus Populi Suprema Lex Esto                           | Да будет высшим законом благосостояние народа                                | латинский            | 11 января 1822                                    | [ 7 ] [ 41 ]                   |
| Мичиган                     | Si quaeris peninsulam amoenam circumspice               | Если ищешь приятный глазу полуостров, посмотри вокруг себя                   | латинский            | 2 июня 1835                                       | [ К 7 ] [ 7 ] [ 42 ] [ 43 ]    |
| Монтана                     | Oro y plata                                             | Золото и серебро                                                             | испанский            | 9 февраля 1865                                    | [ 7 ] [ 44 ]                   |
| Мэн                         | Dirigo                                                  | Я направляю                                                                  | латинский            | 1820                                              | [ 7 ] [ 45 ]                   |
| Мэриленд                    | Fatti Maschii, Parole Femine                            | Твёрдость в делах, мягкость в словах                                         | итальянский          | 1874                                              | [ К 8 ] [ 7 ] [ 46 ] [ 47 ]    |
| Небраска                    | Equality Before the Law                                 | Равенство перед законом                                                      | английский           | 1867                                              | [ 7 ] [ 48 ]                   |
| Невада                      | All for Our Country                                     | Всё для нашей страны                                                         | английский           | 24 февраля 1866                                   | [ К 9 ] [ 7 ] [ 49 ]           |
| Нью-Гэмпшир                 | Live Free or Die                                        | Живи свободным или умри (Свобода или смерть)                                 | английский           | 1945                                              | [ 7 ] [ 50 ]                   |
| Нью-Джерси                  | Liberty and Prosperity                                  | Свобода и процветание                                                        | английский           | 26 марта 1928                                     | [ 7 ] [ 51 ]                   |
| Нью-Йорк                    | Excelsior                                               | Всё выше                                                                     | латинский            | 1778                                              | [ 7 ] [ 52 ]                   |
| Нью-Мексико                 | Crescit Eundo                                           | Растёт на ходу                                                               | латинский            | 1887                                              | [ К 10 ] [ 7 ] [ 53 ]          |
| Огайо                       | With God, All Things Are Possible                       | С божьей помощью всё возможно                                                | английский           | 1 октября 1959                                    | [ 7 ] [ 54 ]                   |
| Оклахома                    | Labor omnia vincit                                      | Труд побеждает всё                                                           | латинский            | 10 марта 1893                                     | [ К 11 ] [ 7 ] [ 57 ]          |
| Орегон                      | Alis volat propriis                                     | Она летит на собственных крыльях                                             | латинский            | 1854                                              | [ К 12 ] [ К 13 ] [ 58 ]       |
| Пенсильвания                | Virtue, Liberty, and Independence                       | Добродетель, свобода и независимость                                         | английский           | 1875                                              | [ 7 ] [ 60 ]                   |
| Пуэрто-Рико                 | Joannes Est Nomen Eius                                  | Иоанн — имя его                                                              | латинский            | 1511                                              | [ К 14 ] [ К 15 ] [ 5 ] [ 61 ] |
| Род-Айленд                  | Hope                                                    | Надежда                                                                      | английский           | 1644; утверждён Генеральной ассамблеей 4 мая 1664 | [ 62 ] [ 63 ]                  |
| Северная Дакота             | Liberty and Union, Now and Forever, One and Inseparable | Свобода и союз, отныне и навсегда, единый и неделимый                        | английский           | 1889                                              | [ 64 ]                         |
| Северная Каролина           | Esse quam videri                                        | Быть, а не казаться                                                          | латинский            | 1893                                              | [ 65 ]                         |
| Северные Марианские Острова | —                                                       | —                                                                            | —                    | —                                                 | [ 66 ]                         |
| Теннесси                    | Agriculture and Commerce                                | Сельское хозяйство и коммерция                                               | английский           | 24 мая 1802                                       | [ К 16 ] [ 67 ]                |
| Техас                       | Friendship                                              | Дружба                                                                       | английский           | 1930                                              | [ 68 ]                         |
| Флорида                     | In God We Trust                                         | На Бога уповаем                                                              | английский           | 1868                                              | [ К 17 ] [ 69 ] [ 7 ]          |
| Южная Дакота                | Under God the People Rule                               | Власть народа по воле Божьей                                                 | английский           | 1885                                              | [ 7 ] [ 71 ]                   |
| Южная Каролина              | Dum Spiro Spero Animis Opibusque Parati                 | Пока дышу, надеюсь Готовы душою и действием                                  | латинский            | 22 мая 1777                                       | [ 2 ] [ 7 ] [ 72 ]             |
| Юта                         | Industry                                                | Усердие                                                                      | английский           | 3 мая 1896                                        | [ К 18 ] [ К 19 ] [ 75 ]       |

## Комментарии
1. ↑  Слова из речи Цицерона «О достоинствах». В девизе 13 букв — по числу штатов, в своё время образовавших союз, известный ныне как Соединённые Штаты Америки. В современной трактовке девиз означает единство американской нации, образованной из многих национальностей.
2. ↑  Первоначальный вариант — «Народы правят» (лат. Regnant populi, 1864—1907)[15].
3. ↑  Девиз Вашингтона — единственный полностью неофициальный лозунг штата (не присутствующий на печати и не утверждённый юридически).
4. ↑  Автор изречения — король Гавайев Камеамеа III, утвердивший девиз после повторного воцарения в 1843 году. В мае 1845 года девиз впервые появился на гербе Королевства Гавайи. 1 мая 1959 года был принят в качестве официального девиза штата[22].
5. ↑  На печати штата — с 1849 года. Официально утверждён в 1963 году[32].
6. ↑  Неофициальный девиз инкорпорированной организованной территории Миннесота (1849—1858) — «Хочу видеть то, что наверху» (лат. Quae sursum volo videre)[39].
7. ↑  Принят в 1835 году до того, как в состав штата вошёл Верхний полуостров, что объясняет единственное число слова «полуостров» в девизе[7].
8. ↑  Первоначально — девиз семейства Калвертов: сэра Джорджа, 1-го барона Балтимора (1580—1632), основателя колонии Мэриленд, и его сына Леонарда (1606—1647), первого губернатора колонии (с 1634 по 1647).
9. ↑  Неофициальный девиз инкорпорированной организованной территории Невада (1861—1864) — «Желающий и способный» (лат. Volens et Potens) — фигурировал на территориальной печати с 29 ноября 1861 года. После обретения Невадой статуса штата девиз был изменён на нынешний[49].
10. ↑  На территориальной печати — с 1882 года. Официально утверждён в 1887 году[53].
11. ↑  На территориальной печати — с 1893 года[55]. Утверждён конституцией штата в 1907 году[56].
12. ↑  C 1957 по 1987 год — «Союз» (англ. The Union)[58].
13. ↑  Род подлежащего в оригинальной латинской фразе не указан. Официальный английский перевод девиза (She Flies with Her Own Wings) обусловлен старинной традицией причислять государства и территории к женскому роду[59].
14. ↑  Первый герб Пуэрто-Рико дарован колонии испанской короной в 1511 году. Повторно принят в качестве официального свободно ассоциированным государством Пуэрто-Рико в 1976 году[5].
15. ↑  В период губернаторства Хуана Понсе де Леона (с 1508 по 1521) испанская островная колония именовалась Сан-Хуан (Святой Иоанн), столица колонии — удобная гавань и оживлённый торговый порт — Пуэрто-Рико (Богатый порт). Из-за позднейшей картографической ошибки названия острова и его главного порта поменялись местами. Латинский девиз отражает первоначальное название острова[5].
16. ↑  На первой печати штата — с 1802 года. Официально утверждён в 1987 году[67].
17. ↑  На территориальной печати — с 1868 года. Официально утверждён в 2006 году[69][70].
18. ↑  На печати штата — с 1896 года. Официально утверждён 4 марта 1959 года[73].
19. ↑  Варианты перевода — Прилежание, Старание, Усилие, Напряжение, Индустрия, Промышленность, Производство[74].